# Tana French
Tana French (ur. w 1973) – irlandzka pisarka powieści sensacyjnych i aktorka, absolwentka Trinity College w Dublinie. W 2008 otrzymała Nagrodę im. Edgara Allana Poego za debiut powieściowy.

## Książki
- Zdążyć przed zmrokiem (oryg. In The Woods, 2007)[1]
- Lustrzane odbicie (oryg.The Likeness, 2008)
- Bez śladu (oryg. Faithful Place, 2010)
- Kolonia (oryg. Broken Harbour, 2012)[2]
- Ściana sekretów (oryg. The Secret Place, 2014)
- Ostatni intruz (The Trespasser, 2016)
- The Witch Elm, 2018